# Inzigkofen
Inzigkofen là một thị xã nằm ở huyện Sigmaringen, thuộc bang Baden-Württemberg, Đức.

## Hành chính
| Coat of Arms | Làng (Teilort)                  | Dân số | Diện tích                   |
| ------------ | ------------------------------- | ------ | --------------------------- |
| Inzigkofen   | Inzigkofen và Nickhof und Pault | 1372   | 931 hécta (2.300 mẫu Anh)   |
| Engelswies   | Engelswies                      | 611    | 749 hécta (1.850 mẫu Anh)   |
| Vilsingen    | Vilsingen và Dietfurt           | 845    | 1.196 hécta (2.960 mẫu Anh) |

## Thị trưởng
Tháng 11 năm 2004 Bernd Gombold, được bầu làm thị trưởng với 96,8% phiếu bầu.
- 1946–1949: Fridolin Oswald
- 1949–1966: Johann Scherer
- 1967–1972: Manfred Sailer
- 1973–2005: Pius Widmer
- Từ năm 2005: Bernd Gombold